# Pseudosmittia jintuoctava
Pseudosmittia jintuoctava är en tvåvingeart som först beskrevs av Sava 1990.  Pseudosmittia jintuoctava ingår i släktet Pseudosmittia och familjen fjädermyggor. Inga underarter finns listade i Catalogue of Life.